# Borbély Lénárd
Borbély Lénárd László (Nagyvárad, 1981. augusztus 5. –) magyar politikus, 2010-2014 között országgyűlési képviselő, 2014 óta Csepel polgármestere.

## Pályafutása
2000-ben érettségizett Csepelen, a Podmaniczky Frigyes Közgazdasági Szakközépiskolában. 2004-ben a Budapesti Közgazdaságtudományi és Államigazgatási Egyetem Államigazgatási Főiskolai karán igazgatásszervezői szakon végzett. 2001 és 2010 között a közigazgatásban dolgozott, az Országos Katasztrófavédelmi Főigazgatóságon.
2006-ban a Fidesz-KDNP közös jelöltjeként kompenzációs listáról helyi önkormányzati képviselő lett Csepelen. Ebben a ciklusban az önkormányzat Pénzügyi, Ellenőrzési és Közbeszerzési Bizottság elnöke, 2009-től a helyi Fidesz-KDNP frakcióvezetője. A 2010. évi országgyűlési választásokon Csepelen (Budapest 30. számú egyéni választókerület) a Fidesz-KDNP közös jelöltjeként indult, ahol a választások 2. fordulójában egyéni mandátumot szerzett. A 2010. évi helyhatósági választáson Csepel 10. számú egyéni körzetében önkormányzati képviselőnek, majd a polgármester általános helyetteseként alpolgármesternek választották meg. A 2014-es magyarországi önkormányzati választást követően 2014. október 12-étől Csepel polgármestere. 2019. október 13-án pedig ismét polgármesternek választották a csepeli választók.
Miután ellenezte jelentős vagyontárgyak átjátszását Németh Szilárdnak, a Fidesz feloszlatta majd újjáalakította csepeli szervezetét, Borbélyt pedig kérelme ellenére nem vették vissza a pártba, így 2023. március 29-től immár független polgármesterként vezeti a kerületet.
2024. június 9-én a függetlenként jelölt saját csapatot építve mozgalma, a Borbély Lénárd Csapata élén indult a csepeli polgármesteri posztért. 67,38%-os eredménnyel az első helyen végzett, dr. Dukán András Ferencet (19,2%, MSZP-DK-Momentum-Párbeszéd-Zöldek jelölt) és Dudás Zoltánt (10,24%, Fidesz-KDNP jelölt) megelőzve.

## Családja
Felesége Borbély-Juhász Anikó magyar szakos tanár és művelődésszervező. Négy lánya van: Flóra (2011), Adél (2013)  Gréta (2015) és Ilka (2023).